# Ecser
Ecser je maďarská obec v okrese Vecsés, v Pešťské župě, asi 20 km východně od centra Budapešti a 4 km od mezinárodního letiště Ference Liszta. V roce 2015 zde žilo 3 621 obyvatel.

## Dějiny
Okolí Ecseru bylo již koncem 9. století při příchodu Maďarů do nové vlasti silně zalidněné. Název osady pochází pravděpodobně z rodiny knížete Arpáda. Podle ústního podání název osady souvisí i s dubem černým, který byl po dlouhé století symbolem obce a nacházel se i na pečeti.
První písemná památka o Ecseru pochází z roku 1315. O kostele je zmínka už v roce 1399. V středověku v Ecseru žilo více statkářů, ale během tureckého útlaku byla osada vylidněná. V 17. století do obce přišlo mnoho slovenských osadníků.

## Partnerská města
- Zlaté Klasy, Slovensko
- Kumbag, Turecko